# Rhinogobius honghensis
Rhinogobius honghensis är en fiskart som beskrevs av Chen, Yang och Chen, 1999. Rhinogobius honghensis ingår i släktet Rhinogobius och familjen smörbultsfiskar. IUCN kategoriserar arten globalt som otillräckligt studerad. Inga underarter finns listade i Catalogue of Life.